# DOSAAF

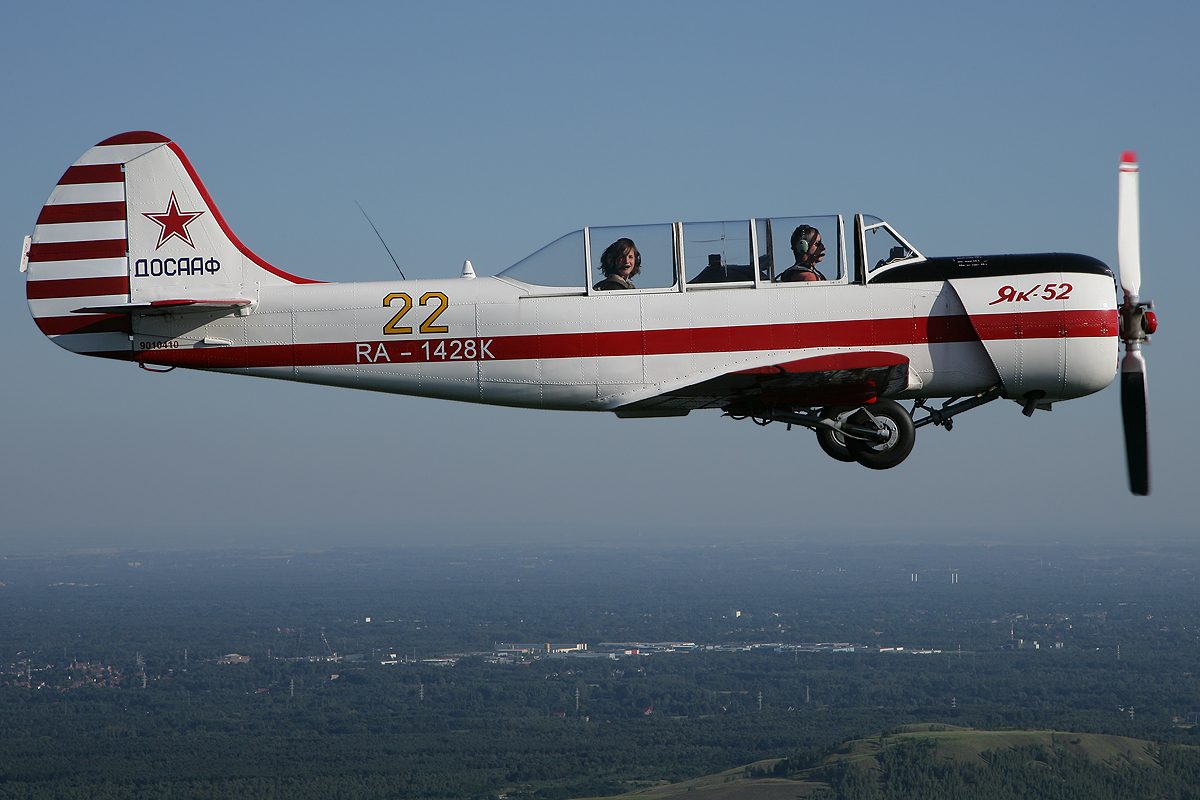
Výcvikový Jak-52 náležející DOSAAFu

DOSAAF, plný název Dobrovolná společnost pro spolupráci s armádou, letectvem a námořnictvem (rusky ДОСААФ, Добровольное общество содействия армии, авиации и флоту) je všeruská státní společenská organizace, provádějící vlasteneckou a předvojenskou výchovu svých členů. Do roku 2009 existovala pod názvem ROSTO, Ruská obranná sportovně-technická organizace (rusky РОСТО, Российская оборонная спортивно-техническая организация). Vznikla roku 1991 při rozpadu Sovětského svazu z ruské části sovětského DOSAAFu, Všesvazové dobrovolné společnosti pro spolupráci s armádou, letectvem a námořnictvem (rusky ДОСААФ, Всесоюзное ордена Красного Знамени добровольное общество содействия армии, авиации и флоту). V Sovětském svazu DOSAAF existoval v letech 1951–1991, jeho předchůdci od roku 1920.

## Historie
Předchůdkyní DOSAAFu byla Společnost pro podporu obrany, letecké a chemické výstavby (OSOAVIACHIM; rusky Общество содействия обороне, авиационному и химическому строительству (ОСОАВИАХИМ)) založená roku 1927. Roku 1948 byl Osoaviachim rozdělen na tři samostatné společnosti – DOSARM, DOSAV a DOSFLOT (rusky ДОСАРМ, ДОСАВ и ДОСФЛОТ), spolupracující s armádou, letectvem a námořnictvem. O tři roky později byly sloučeny v DOSAAF, Všesvazovou dobrovolnou společnost pro spolupráci s armádou letectvem a námořnictvem (rusky Всесоюзное добровольное общество содействия армии, авиации и флоту). Při založení měl DOSAAF 240 tisíc základních organizací a 11,5 miliónu členů.
Cílem Osoaviachimu, resp. DOSAAFu bylo upevnění obranyschopnosti Sovětského svazu prostřednictvím výchovy členů k vlastenectví, šíření vojenských znalostí, přípravy k vojenské službě, výcviku vojensky užitečných specialistů (řidičů, traktoristů, letců, radistů), provozování vybraných sportů (sportovní letectví, parašutismus, radioamatérství, potápění a plavání, střelba atd.). Společnost vedl ústřední výbor v čele s předsedou, obvykle generálem v činné službě. DOSAAF byl vyznamenán Řádem rudého praporu a Leninovým řádem.
Po rozpadu Sovětského svazu se v Rusku nástupcem DOSAAFu stala Ruská obranná sportovně-technická organizace (ROSTO; rusky Российская оборонная спортивно-техническая организация, РОСТО). V prosinci 2009 se vrátila ke starému jménu DOSAAF.
V Bělorusku existuje dědic DOSAAFu pod stejným názvem (Dobrovolná společnost pro spolupráci s armádou letectvem a námořnictvem Republiky Bělorusko, rusky Добровольное общество содействия армии, авиации и флоту Республики Беларусь). Na Ukrajině je nástupcem DOSAAFu Společnost pro podporu obrany Ukrajiny (TSOU; ukrajinsky Товариство сприяння обороні України, ТСОУ).

### Předsedové ÚV DOSAAF (Sovětský svaz)
- 1951–1953 – generálplukovník Vasilij Ivanovič Kuzněcov
- 1953–1955 – generálporučík Nikolaj Fjodorovič Gritčin
- 1955–1960 – generálplukovník Pavel Alexejevič Bělov
- 1960–1964 – armádní generál Dmitrij Danilovič Leljušenko
- 1964–1972 – armádní generál Andrej Lavrenťjevič Getman
- 1972–1981 – maršál letectva Alexandr Ivanovič Pokryškin
- 1981–1988 – admirál loďstva Georgij Michajlovič Jegorov
- 1988–1991 – generálplukovník Nikolaj Nikiforovič Kotlovcev

### Předseda ústřední rady DOSAAF (Rusko)
- od 2009 — Sergej Alexandrovič Majev